# Štěpánovský potok (přírodní rezervace)
Přírodní rezervace Štěpánovský potok v okrese Benešov zaujímá meandrující dolní tok Štěpánovského potoka v délce necelých 6 km od mostu silnice II/126 mezi Trhovým Štěpánovem a Souticemi až po ústí do řeky Sázavy. V horní části je rezervace omezena pouze na samotné koryto Štěpánovského potoka, ale od místa, kde se potok přibližuje k dálnici D1, se chráněné území rozšiřuje na celou údolní nivu v šíři několika desítek metrů.
Hlavním důvodem ochrany je zachovalý ekosystém pstruhového potoka s významným výskytem mihule potoční (Lampetra planeri). Z korýšů zde žije rak říční (Astacus astacus), což svědčí o vysoké čistotě vody; dalšími typickými druhy jsou ryby jako pstruh obecný (Salmo trutta), plotice obecná (Rutilus rutilus), jelec tloušť (Squalius cephalus), jelec proudník (Leuciscus leuciscus), střevle potoční (Phoxinus phoxinus), hrouzek obecný (Gobio gobio) či mřenka mramorovaná (Barbatula barbatula).